# Llyn Idwal
Llyn Idwal – jezioro w Walii (Wielka Brytania) w Parku Narodowym Snowdonia.
Jezioro zlokalizowane jest w obrębie cyrku lodowcowego Cwm Idwal w grupie górskiej Glyderau. Cała powierzchnia zbiornika leży w hrabstwie Gwynedd, natomiast jego wschodni brzeg tworzy granicę między hrabstwami Gwynedd i Conwy.
Jezioro ma powierzchnię 14 ha, długość 800 m i szerokość 300 m
Do jeziora Llyn Idwal z Cwm Idwal wpływa kilka małych strumieni, natomiast wypływa z niego jedna rzeczka, która następnie wpada do rzeki Afon Ogwen. Na północno-zachodnim brzegu jeziora znajduje się mała żwirowa plaża, wykorzystywana niekiedy przez turystów.
Nazwa jeziora Llyn Idwal wiąże się z księciem Idwalem, synem jednego z dawnych władców Walii. Według legendy Idwal miał zostać zamordowany przez utopienie w tym jeziorze.